# Livet hænger i en strop
|  | Denne artikel er oprettet af botten PalnaBot ud fra en ekstern database. Den kan derfor have sproglige fejl eller mangler. Denne skabelon kan fjernes efter kontrol af indholdet. |

Livet hænger i en strop er en film instrueret af Bent Barfod.

## Handling
sikkerhedsselekampagne